# Longstreet (serie televisiva)
Longstreet  è una serie televisiva statunitense in 23 episodi (più un pilot) trasmessi per la prima volta nel corso di una sola stagione dal 1971 al 1972. Vede la partecipazione in quattro episodi di Bruce Lee nel ruolo dell'istruttore Li Tsung.

## Trama
Mike Longstreet è un  investigatore per le assicurazioni che è diventato cieco dopo un attentato in cui una bomba (nascosta in una bottiglia di champagne) ha ucciso la moglie, Ingrid. Nonostante il suo handicap,  Mike continua la sua carriera come investigatore assicurativo insieme al suo pastore tedesco guida chiamato Pax. La serie è ambientata a New Orleans ma fu girata a Los Angeles.

## Personaggi
- Mike Longstreet (24 episodi, 1971-1972), interpretato da	James Franciscus.
- Nikki Bell (23 episodi, 1971-1972), interpretato da	Marlyn Mason.
- Duke Paige (23 episodi, 1971-1972), interpretato da	Peter Mark Richman.
- Mrs. Kingston (23 episodi, 1971-1972), interpretata da	Ann Doran.
- Li Tsung (4 episodi, 1971), interpretato da	Bruce Lee.
- Dan Stockton (2 episodi, 1971-1972), interpretato da	John McIntire.
- Rudy Kim (2 episodi, 1971), interpretato da	Lee Montgomery.

## Produzione
La serie fu prodotta da Edling Productions, Corsican Productions e Paramount Television e girata negli studios della Paramount a Los Angeles in California. La serie seguì ad un film per la TV pilota trasmesso il 23 febbraio 1971. Il primo episodio regolare fu trasmesso solo sette mesi dopo, il 16 settembre 1971.
Lo scrittore di gialli Baynard Kendrick è accreditato in ogni episodio come il creatore del materiale originale per la serie, anche se il suo personaggio, il capitano Duncan MacLain, ha poco in comune con Longstreet a parte il fatto che entrambi sono detective privati non vedenti.
Bruce Lee appare in quattro episodi come Li Tsung, un antiquario ed esperto di Jeet Kune Do che diventa istruttore di arti marziali di Longstreet.
23 episodi della serie furono mandati in onda prima della cancellazione avvenuta nel 1972.

### Registi
Tra i registi della serie sono accreditati:
- Don McDougall (4 episodi, 1971-1972)
- James H. Brown (2 episodi, 1972)

## Distribuzione
La serie fu trasmessa negli Stati Uniti dal 1971 al 1972 sulla rete televisiva ABC. 
In Italia è stata trasmessa con il titolo Longstreet su Canale 5.
Alcune delle uscite internazionali sono state:
- negli Stati Uniti il 16 settembre 1971 (Longstreet)
- nel Regno Unito il 27 gennaio 1973 (Longstreet)
- in Spagna (Longstreet)
- in Italia (Longstreet)

## Episodi
| Stagione       | Episodi | Prima TV USA |
| -------------- | ------- | ------------ |
| Prima stagione | 24      | 1971-1972    |